# Vincenzo Carmine Orofino
Vincenzo Carmine Orofino (* 8. července 1953 San Severino Lucano) je italský římskokatolický duchovní a biskup Tursi-Lagonegra.

## Život
Narodil se 8. července 1953 v San Severino Lucano.
Vstoupil do kněžského semináře v Potenze. Teologické vzdělání získal v Salernu a poté odešel do Almo collegio Capranica v Římě, kde se na Papežské univerzitě Gregoriana věnoval dalšímu studiu teologie. Na Papežské lateránské univerzitě získal licenciát z dogmatické teologie. Dne 4. října 1980 byl biskupem Vincenzem Francem vysvěcen na kněze a inkardinován do diecéze Tursi-Lagonegro. Stal se farním vikářem farnosti svatého Jakuba v Laurii. Následující rok se stal členem Sboru poradců a Kněžské rady.
Od roku 1982 spravoval farnost Maria Santissima della Visitazione v Senise, vedl diecézní komisi pro povolání a vyučoval teologii na Institutu náboženských věd. Poté působil ve farnostech v rodném městě. V letech 1989–1996 byl ředitelem diecézního úřadu pro misie. Zastával také funkci biskupského vikáře a moderátora kurie, do biskupského jmenování byl generálním vikářem.
Dne 20. března 2004 jej papež Jan Pavel II. jmenoval biskupem Tricarica. Biskupské svěcení přijal 15. května z rukou arcibiskupa Paola Romea a spolusvětiteli byli arcibiskup Agostino Superbo a biskup Francescantonio Nolè. Dne 28. dubna 2016 byl papežem Františkem ustanoven biskupem své rodné diecéze Tursi-Lagonegro.